# Stephan Kinsella
Norman Stephan Kinsella (født 1965 Prairieville, Louisiana) er en amerikansk advokat  i  immaterialret og libertariansk juridisk teoretiker. Hans juridiske værker er udgivet af Oceana Publications (Oxford University Press) og Thomson Reuters. Hans arbejde vedr. libertariansk teori er primært offentliggjort på hans blog og publikationer og websteder, der er forbundet med Ludwig von Mises-instituttet og anarkokapitalistiske organisationer.